# Liste des planètes mineures (349001-350000)
Voici la liste des planètes mineures numérotées de 349001 à 350000. Les planètes mineures sont numérotées lorsque leur orbite est confirmée, ce qui peut parfois se produire longtemps après leur découverte. Elles sont classées ici par leur numéro et donc approximativement par leur date de découverte.

## Planètes mineures 349001 à 350000

### 349001-349100
| Nom      | Désignation provisoire | Date de la découverte | Découvreur        |
| -------- | ---------------------- | --------------------- | ----------------- |
| (349001) | 2006 UT246             | 27 octobre 2006       | Mt. Lemmon Survey |
| (349002) | 2006 UY249             | 27 octobre 2006       | Mt. Lemmon Survey |
| (349003) | 2006 UW267             | 27 octobre 2006       | CSS               |
| (349004) | 2006 UU268             | 27 octobre 2006       | Mt. Lemmon Survey |
| (349005) | 2006 UT270             | 27 octobre 2006       | Mt. Lemmon Survey |
| (349006) | 2006 UZ273             | 27 octobre 2006       | Spacewatch        |
| (349007) | 2006 UA274             | 27 octobre 2006       | Spacewatch        |
| (349008) | 2006 UJ274             | 27 octobre 2006       | Spacewatch        |
| (349009) | 2006 UK274             | 27 octobre 2006       | Spacewatch        |
| (349010) | 2006 UO275             | 28 octobre 2006       | Molnar, L. A.     |
| (349011) | 2006 UP277             | 2 octobre 2006        | Mt. Lemmon Survey |
| (349012) | 2006 UG282             | 28 octobre 2006       | Mt. Lemmon Survey |
| (349013) | 2006 UM285             | 28 octobre 2006       | Spacewatch        |
| (349014) | 2006 UC288             | 29 octobre 2006       | Spacewatch        |
| (349015) | 2006 UF289             | 14 octobre 2006       | Lulin             |
| (349016) | 2006 UV289             | 31 octobre 2006       | Spacewatch        |
| (349017) | 2006 UA331             | 16 octobre 2006       | Becker, A. C.     |
| (349018) | 2006 UD352             | 26 octobre 2006       | Wiegert, P. A.    |
| (349019) | 2006 UE358             | 21 octobre 2006       | Mt. Lemmon Survey |
| (349020) | 2006 UJ361             | 21 octobre 2006       | CSS               |
| (349021) | 2006 VB7               | 10 novembre 2006      | Spacewatch        |
| (349022) | 2006 VE9               | 11 novembre 2006      | CSS               |
| (349023) | 2006 VD11              | 11 novembre 2006      | Mt. Lemmon Survey |
| (349024) | 2006 VC13              | 1er novembre 2006     | CSS               |
| (349025) | 2006 VP16              | 9 novembre 2006       | Spacewatch        |
| (349026) | 2006 VU17              | 9 novembre 2006       | Spacewatch        |
| (349027) | 2006 VG22              | 10 novembre 2006      | Spacewatch        |
| (349028) | 2006 VH24              | 10 novembre 2006      | Spacewatch        |
| (349029) | 2006 VN31              | 26 septembre 2006     | Mt. Lemmon Survey |
| (349030) | 2006 VA32              | 11 novembre 2006      | Mt. Lemmon Survey |
| (349031) | 2006 VR36              | 16 octobre 2006       | CSS               |
| (349032) | 2006 VU37              | 11 novembre 2006      | NEAT              |
| (349033) | 2006 VT42              | 12 novembre 2006      | Mt. Lemmon Survey |
| (349034) | 2006 VW48              | 10 novembre 2006      | Spacewatch        |
| (349035) | 2006 VD49              | 10 novembre 2006      | Spacewatch        |
| (349036) | 2006 VD54              | 31 octobre 2006       | Spacewatch        |
| (349037) | 2006 VA62              | 11 novembre 2006      | Spacewatch        |
| (349038) | 2006 VS62              | 11 novembre 2006      | Spacewatch        |
| (349039) | 2006 VS65              | 11 novembre 2006      | Spacewatch        |
| (349040) | 2006 VM74              | 11 novembre 2006      | Mt. Lemmon Survey |
| (349041) | 2006 VF84              | 13 novembre 2006      | Mt. Lemmon Survey |
| (349042) | 2006 VN85              | 21 octobre 2006       | Spacewatch        |
| (349043) | 2006 VK101             | 11 novembre 2006      | Spacewatch        |
| (349044) | 2006 VC122             | 14 novembre 2006      | Healy, D.         |
| (349045) | 2006 VK126             | 25 septembre 2006     | Spacewatch        |
| (349046) | 2006 VD134             | 15 novembre 2006      | Mt. Lemmon Survey |
| (349047) | 2006 VJ142             | 14 novembre 2006      | Spacewatch        |
| (349048) | 2006 VQ149             | 9 novembre 2006       | NEAT              |
| (349049) | 2006 VC170             | 11 novembre 2006      | Spacewatch        |
| (349050) | 2006 VH171             | 11 novembre 2006      | Spacewatch        |
| (349051) | 2006 WQ2               | 19 novembre 2006      | Needville         |
| (349052) | 2006 WA11              | 16 novembre 2006      | LINEAR            |
| (349053) | 2006 WB40              | 16 novembre 2006      | Spacewatch        |
| (349054) | 2006 WD52              | 1er novembre 2006     | Mt. Lemmon Survey |
| (349055) | 2006 WK78              | 18 novembre 2006      | Spacewatch        |
| (349056) | 2006 WR83              | 18 novembre 2006      | Spacewatch        |
| (349057) | 2006 WL107             | 19 novembre 2006      | CSS               |
| (349058) | 2006 WX133             | 18 novembre 2006      | Mt. Lemmon Survey |
| (349059) | 2006 WQ142             | 20 novembre 2006      | Spacewatch        |
| (349060) | 2006 WQ156             | 22 novembre 2006      | Mt. Lemmon Survey |
| (349061) | 2006 WR177             | 23 novembre 2006      | Mt. Lemmon Survey |
| (349062) | 2006 WN191             | 27 novembre 2006      | Spacewatch        |
| (349063) | 2006 XA                | 1er décembre 2006     | CSS               |
| (349064) | 2006 XQ6               | 9 décembre 2006       | NEAT              |
| (349065) | 2006 XC11              | 10 décembre 2006      | Spacewatch        |
| (349066) | 2006 XF18              | 28 septembre 2006     | Spacewatch        |
| (349067) | 2006 XS63              | 9 décembre 2006       | NEAT              |
| (349068) | 2006 YT13              | 26 décembre 2006      | CSS               |
| (349069) | 2006 YX19              | 25 décembre 2006      | Sarneczky, K.     |
| (349070) | 2007 AW9               | 15 décembre 2006      | Spacewatch        |
| (349071) | 2007 AU19              | 8 janvier 2007        | Spacewatch        |
| (349072) | 2007 AN26              | 9 janvier 2007        | Mt. Lemmon Survey |
| (349073) | 2007 AQ27              | 9 janvier 2007        | Spacewatch        |
| (349074) | 2007 BM8               | 25 janvier 2007       | LONEOS            |
| (349075) | 2007 BJ46              | 26 janvier 2007       | Spacewatch        |
| (349076) | 2007 BJ67              | 27 janvier 2007       | Mt. Lemmon Survey |
| (349077) | 2007 BZ100             | 27 janvier 2007       | Spacewatch        |
| (349078) | 2007 CT14              | 7 février 2007        | Mt. Lemmon Survey |
| (349079) | 2007 CP24              | 8 février 2007        | Mt. Lemmon Survey |
| (349080) | 2007 CL49              | 10 février 2007       | Mt. Lemmon Survey |
| (349081) | 2007 CB55              | 10 février 2007       | Mt. Lemmon Survey |
| (349082) | 2007 DR3               | 30 septembre 2005     | Spacewatch        |
| (349083) | 2007 DT8               | 17 février 2007       | Spacewatch        |
| (349084) | 2007 DO9               | 17 février 2007       | Spacewatch        |
| (349085) | 2007 DK35              | 17 février 2007       | Spacewatch        |
| (349086) | 2007 DX52              | 19 février 2007       | Mt. Lemmon Survey |
| (349087) | 2007 DD53              | 19 février 2007       | Mt. Lemmon Survey |
| (349088) | 2007 DK67              | 12 septembre 2001     | LINEAR            |
| (349089) | 2007 DZ89              | 27 janvier 2007       | Mt. Lemmon Survey |
| (349090) | 2007 DO95              | 23 février 2007       | Spacewatch        |
| (349091) | 2007 ED48              | 9 mars 2007           | Spacewatch        |
| (349092) | 2007 ER64              | 10 mars 2007          | Spacewatch        |
| (349093) | 2007 EG67              | 10 mars 2007          | Spacewatch        |
| (349094) | 2007 EM73              | 10 mars 2007          | Mt. Lemmon Survey |
| (349095) | 2007 ET78              | 10 mars 2007          | NEAT              |
| (349096) | 2007 ED102             | 11 mars 2007          | Spacewatch        |
| (349097) | 2007 ET154             | 2 janvier 2000        | Spacewatch        |
| (349098) | 2007 EN175             | 14 mars 2007          | Spacewatch        |
| (349099) | 2007 ES212             | 8 mars 2007           | NEAT              |
| (349100) | 2007 EQ220             | 30 août 2005          | Spacewatch        |

### 349101-349200
| Nom      | Désignation provisoire | Date de la découverte | Découvreur               |
| -------- | ---------------------- | --------------------- | ------------------------ |
| (349101) | 2007 EN221             | 15 mars 2007          | Mt. Lemmon Survey        |
| (349102) | 2007 FN12              | 18 mars 2007          | Spacewatch               |
| (349103) | 2007 FH31              | 20 mars 2007          | Mt. Lemmon Survey        |
| (349104) | 2007 FH33              | 9 mars 2007           | Spacewatch               |
| (349105) | 2007 GQ8               | 7 avril 2007          | Mt. Lemmon Survey        |
| (349106) | 2007 GT13              | 11 avril 2007         | Spacewatch               |
| (349107) | 2007 GA18              | 11 avril 2007         | Spacewatch               |
| (349108) | 2007 GD18              | 11 avril 2007         | Spacewatch               |
| (349109) | 2007 GQ19              | 11 avril 2007         | Spacewatch               |
| (349110) | 2007 GW23              | 11 avril 2007         | Spacewatch               |
| (349111) | 2007 GH24              | 11 avril 2007         | Spacewatch               |
| (349112) | 2007 GJ24              | 11 avril 2007         | Spacewatch               |
| (349113) | 2007 GL25              | 13 avril 2007         | Siding Spring Survey     |
| (349114) | 2007 GT35              | 13 mars 2007          | Mt. Lemmon Survey        |
| (349115) | 2007 GR36              | 14 avril 2007         | Spacewatch               |
| (349116) | 2007 GS37              | 25 avril 2000         | Spacewatch               |
| (349117) | 2007 GC71              | 15 avril 2007         | Mt. Lemmon Survey        |
| (349118) | 2007 GK74              | 14 mars 2007          | Siding Spring Survey     |
| (349119) | 2007 HN2               | 16 avril 2007         | Mt. Lemmon Survey        |
| (349120) | 2007 HS8               | 18 avril 2007         | Mt. Lemmon Survey        |
| (349121) | 2007 HB11              | 18 avril 2007         | Spacewatch               |
| (349122) | 2007 HJ20              | 18 avril 2007         | Spacewatch               |
| (349123) | 2007 HS22              | 21 novembre 2005      | Spacewatch               |
| (349124) | 2007 HW23              | 18 avril 2007         | Spacewatch               |
| (349125) | 2007 HZ40              | 20 avril 2007         | Spacewatch               |
| (349126) | 2007 HE50              | 20 avril 2007         | Spacewatch               |
| (349127) | 2007 HA67              | 22 avril 2007         | Mt. Lemmon Survey        |
| (349128) | 2007 HF71              | 15 mars 2007          | Mt. Lemmon Survey        |
| (349129) | 2007 HH72              | 22 avril 2007         | Spacewatch               |
| (349130) | 2007 HM73              | 22 avril 2007         | Spacewatch               |
| (349131) | 2007 HR80              | 25 avril 2007         | Mt. Lemmon Survey        |
| (349132) | 2007 HW81              | 25 avril 2007         | Spacewatch               |
| (349133) | 2007 JB                | 25 janvier 2007       | Siding Spring Survey     |
| (349134) | 2007 JN1               | 7 mai 2007            | Spacewatch               |
| (349135) | 2007 JT14              | 10 mai 2007           | Mt. Lemmon Survey        |
| (349136) | 2007 JH17              | 7 mai 2007            | Spacewatch               |
| (349137) | 2007 JS24              | 25 avril 2007         | Mt. Lemmon Survey        |
| (349138) | 2007 JT27              | 10 mai 2007           | LONEOS                   |
| (349139) | 2007 JX30              | 11 mai 2007           | Mt. Lemmon Survey        |
| (349140) | 2007 JD34              | 9 mai 2007            | CSS                      |
| (349141) | 2007 KX6               | 26 mai 2007           | Siding Spring Survey     |
| (349142) | 2007 KO9               | 26 mai 2007           | Mt. Lemmon Survey        |
| (349143) | 2007 LC1               | 8 juin 2007           | Spacewatch               |
| (349144) | 2007 LL7               | 8 juin 2007           | Spacewatch               |
| (349145) | 2007 LP25              | 27 janvier 2001       | NEAT                     |
| (349146) | 2007 MC3               | 16 juin 2007          | Spacewatch               |
| (349147) | 2007 MU10              | 21 juin 2007          | Mt. Lemmon Survey        |
| (349148) | 2007 ML12              | 21 juin 2007          | Mt. Lemmon Survey        |
| (349149) | 2007 NY1               | 13 juillet 2007       | OAM                      |
| (349150) | 2007 NY5               | 10 juillet 2007       | Siding Spring Survey     |
| (349151) | 2007 NH6               | 10 juillet 2007       | Siding Spring Survey     |
| (349152) | 2007 OM2               | 19 juillet 2007       | Hoenig, S. F., Teamo, N. |
| (349153) | 2007 OS2               | 20 juillet 2007       | Hoenig, S. F., Teamo, N. |
| (349154) | 2007 OF6               | 22 juillet 2007       | LUSS                     |
| (349155) | 2007 PS5               | 6 août 2007           | LUSS                     |
| (349156) | 2007 PV9               | 9 août 2007           | LINEAR                   |
| (349157) | 2007 PJ12              | 5 août 2007           | LINEAR                   |
| (349158) | 2007 PS16              | 8 août 2007           | LINEAR                   |
| (349159) | 2007 PA28              | 14 août 2007          | Hoenig, S. F., Teamo, N. |
| (349160) | 2007 PB29              | 15 août 2007          | Hoenig, S. F., Teamo, N. |
| (349161) | 2007 PN37              | 13 août 2007          | LINEAR                   |
| (349162) | 2007 PX37              | 13 août 2007          | LINEAR                   |
| (349163) | 2007 PA40              | 15 août 2007          | Siding Spring Survey     |
| (349164) | 2007 PL40              | 13 août 2007          | LINEAR                   |
| (349165) | 2007 PT44              | 8 août 2007           | LINEAR                   |
| (349166) | 2007 PP50              | 10 août 2007          | Spacewatch               |
| (349167) | 2007 QB6               | 18 septembre 2003     | Spacewatch               |
| (349168) | 2007 QW12              | 23 août 2007          | Spacewatch               |
| (349169) | 2007 QY16              | 16 août 2007          | LINEAR                   |
| (349170) | 2007 RT7               | 5 septembre 2007      | OAM                      |
| (349171) | 2007 RG8               | 5 septembre 2007      | Kocher, P.               |
| (349172) | 2007 RX22              | 3 septembre 2007      | CSS                      |
| (349173) | 2007 RT38              | 12 août 2007          | LINEAR                   |
| (349174) | 2007 RV56              | 9 septembre 2007      | Spacewatch               |
| (349175) | 2007 RB57              | 9 septembre 2007      | Spacewatch               |
| (349176) | 2007 RD67              | 27 septembre 2003     | Spacewatch               |
| (349177) | 2007 RU71              | 10 septembre 2007     | Spacewatch               |
| (349178) | 2007 RX74              | 10 septembre 2007     | Mt. Lemmon Survey        |
| (349179) | 2007 RG94              | 10 septembre 2007     | Spacewatch               |
| (349180) | 2007 RA103             | 11 septembre 2007     | CSS                      |
| (349181) | 2007 RY105             | 11 septembre 2007     | CSS                      |
| (349182) | 2007 RT112             | 11 septembre 2007     | Spacewatch               |
| (349183) | 2007 RX112             | 26 septembre 1995     | Spacewatch               |
| (349184) | 2007 RR125             | 12 septembre 2007     | CSS                      |
| (349185) | 2007 RN130             | 12 septembre 2007     | Mt. Lemmon Survey        |
| (349186) | 2007 RX141             | 13 septembre 2007     | LINEAR                   |
| (349187) | 2007 RQ147             | 11 septembre 2007     | PMO NEO Survey Program   |
| (349188) | 2007 RV149             | 12 septembre 2007     | CSS                      |
| (349189) | 2007 RQ157             | 11 septembre 2007     | PMO NEO Survey Program   |
| (349190) | 2007 RC167             | 10 septembre 2007     | Spacewatch               |
| (349191) | 2007 RD172             | 10 septembre 2007     | Spacewatch               |
| (349192) | 2007 RL174             | 10 septembre 2007     | Spacewatch               |
| (349193) | 2007 RE178             | 10 septembre 2007     | Spacewatch               |
| (349194) | 2007 RJ181             | 11 septembre 2007     | Mt. Lemmon Survey        |
| (349195) | 2007 RF189             | 10 septembre 2007     | Spacewatch               |
| (349196) | 2007 RR204             | 9 septembre 2007      | Spacewatch               |
| (349197) | 2007 RH210             | 10 septembre 2007     | Spacewatch               |
| (349198) | 2007 RJ211             | 11 septembre 2007     | CSS                      |
| (349199) | 2007 RC228             | 10 septembre 2007     | Mt. Lemmon Survey        |
| (349200) | 2007 RT232             | 5 septembre 2007      | LONEOS                   |

### 349201-349300
| Nom                 | Désignation provisoire | Date de la découverte | Découvreur                        |
| ------------------- | ---------------------- | --------------------- | --------------------------------- |
| (349201)            | 2007 RZ239             | 14 septembre 2007     | CSS                               |
| (349202)            | 2007 RZ245             | 12 septembre 2007     | CSS                               |
| (349203)            | 2007 RQ247             | 13 septembre 2007     | CSS                               |
| (349204)            | 2007 RA256             | 14 septembre 2007     | CSS                               |
| (349205)            | 2007 RU257             | 14 septembre 2007     | Spacewatch                        |
| (349206)            | 2007 RZ269             | 15 septembre 2007     | Spacewatch                        |
| (349207)            | 2007 RM273             | 15 septembre 2007     | Spacewatch                        |
| (349208)            | 2007 RY278             | 5 septembre 2007      | Siding Spring Survey              |
| (349209)            | 2007 RK281             | 13 septembre 2007     | CSS                               |
| (349210)            | 2007 RP288             | 13 septembre 2007     | CSS                               |
| (349211)            | 2007 RF294             | 13 septembre 2007     | Spacewatch                        |
| (349212)            | 2007 RF302             | 14 septembre 2007     | Mt. Lemmon Survey                 |
| (349213)            | 2007 RB303             | 10 septembre 2007     | Mt. Lemmon Survey                 |
| (349214)            | 2007 RE308             | 11 septembre 2007     | Spacewatch                        |
| (349215)            | 2007 RG312             | 12 septembre 2007     | CSS                               |
| (349216)            | 2007 RO312             | 13 septembre 2007     | CSS                               |
| (349217)            | 2007 RD314             | 10 mai 2002           | NEAT                              |
| (349218)            | 2007 RX315             | 13 septembre 2007     | LONEOS                            |
| (349219)            | 2007 SV11              | 27 septembre 2007     | Mt. Lemmon Survey                 |
| (349220)            | 2007 SD13              | 19 septembre 2007     | Spacewatch                        |
| (349221)            | 2007 SO16              | 30 septembre 2007     | Spacewatch                        |
| (349222)            | 2007 TW4               | 2 octobre 2007        | Astronomical Research Observatory |
| (349223)            | 2007 TB8               | 18 novembre 2003      | Spacewatch                        |
| (349224)            | 2007 TD10              | 12 septembre 2007     | Mt. Lemmon Survey                 |
| (349225)            | 2007 TL14              | 7 octobre 2007        | Ries, W.                          |
| (349226)            | 2007 TK22              | 8 octobre 2007        | Spacewatch                        |
| (349227)            | 2007 TW25              | 4 octobre 2007        | Spacewatch                        |
| (349228)            | 2007 TC28              | 4 octobre 2007        | Spacewatch                        |
| (349229)            | 2007 TH31              | 4 octobre 2007        | Spacewatch                        |
| (349230)            | 2007 TU31              | 5 octobre 2007        | Siding Spring Survey              |
| (349231)            | 2007 TB34              | 6 octobre 2007        | Spacewatch                        |
| (349232)            | 2007 TY34              | 6 octobre 2007        | Spacewatch                        |
| (349233)            | 2007 TL43              | 7 octobre 2007        | Mt. Lemmon Survey                 |
| (349234)            | 2007 TY44              | 7 octobre 2007        | CSS                               |
| (349235)            | 2007 TC48              | 4 octobre 2007        | Spacewatch                        |
| (349236)            | 2007 TN48              | 4 octobre 2007        | Spacewatch                        |
| (349237) Quaglietti | 2007 TH69              | 13 octobre 2007       | Casulli, V. S.                    |
| (349238)            | 2007 TE77              | 5 octobre 2007        | Spacewatch                        |
| (349239)            | 2007 TX83              | 8 octobre 2007        | CSS                               |
| (349240)            | 2007 TV86              | 8 octobre 2007        | Mt. Lemmon Survey                 |
| (349241)            | 2007 TQ87              | 8 octobre 2007        | Mt. Lemmon Survey                 |
| (349242)            | 2007 TE92              | 4 octobre 2007        | PMO NEO Survey Program            |
| (349243)            | 2007 TB105             | 13 mars 2005          | Spacewatch                        |
| (349244)            | 2007 TV109             | 7 octobre 2007        | CSS                               |
| (349245)            | 2007 TW111             | 8 octobre 2007        | CSS                               |
| (349246)            | 2007 TA113             | 8 octobre 2007        | CSS                               |
| (349247)            | 2007 TH113             | 8 octobre 2007        | LONEOS                            |
| (349248)            | 2007 TF120             | 8 octobre 2007        | LONEOS                            |
| (349249)            | 2007 TE121             | 5 octobre 2007        | Spacewatch                        |
| (349250)            | 2007 TT122             | 6 octobre 2007        | Spacewatch                        |
| (349251)            | 2007 TT127             | 6 octobre 2007        | Spacewatch                        |
| (349252)            | 2007 TJ130             | 6 octobre 2007        | Spacewatch                        |
| (349253)            | 2007 TX130             | 7 octobre 2007        | Spacewatch                        |
| (349254)            | 2007 TY138             | 9 octobre 2007        | CSS                               |
| (349255)            | 2007 TK151             | 9 octobre 2007        | LINEAR                            |
| (349256)            | 2007 TJ152             | 9 octobre 2007        | LINEAR                            |
| (349257)            | 2007 TY152             | 9 octobre 2007        | LINEAR                            |
| (349258)            | 2007 TB153             | 9 octobre 2007        | LINEAR                            |
| (349259)            | 2007 TH168             | 12 octobre 2007       | LINEAR                            |
| (349260)            | 2007 TS175             | 4 octobre 2007        | Spacewatch                        |
| (349261)            | 2007 TG180             | 8 octobre 2007        | Spacewatch                        |
| (349262)            | 2007 TD184             | 9 octobre 2007        | PMO NEO Survey Program            |
| (349263)            | 2007 TD188             | 14 octobre 2007       | Tucker, R. A.                     |
| (349264)            | 2007 TW191             | 4 octobre 2007        | CSS                               |
| (349265)            | 2007 TN200             | 8 octobre 2007        | Mt. Lemmon Survey                 |
| (349266)            | 2007 TF202             | 8 octobre 2007        | Mt. Lemmon Survey                 |
| (349267)            | 2007 TK208             | 10 octobre 2007       | Mt. Lemmon Survey                 |
| (349268)            | 2007 TS211             | 7 octobre 2007        | Spacewatch                        |
| (349269)            | 2007 TN219             | 11 septembre 2007     | Mt. Lemmon Survey                 |
| (349270)            | 2007 TS227             | 8 octobre 2007        | Spacewatch                        |
| (349271)            | 2007 TU233             | 8 octobre 2007        | Spacewatch                        |
| (349272)            | 2007 TJ266             | 12 octobre 2007       | Spacewatch                        |
| (349273)            | 2007 TH268             | 9 octobre 2007        | Spacewatch                        |
| (349274)            | 2007 TY289             | 12 octobre 2007       | CSS                               |
| (349275)            | 2007 TY293             | 14 septembre 2007     | Mt. Lemmon Survey                 |
| (349276)            | 2007 TB311             | 11 octobre 2007       | Spacewatch                        |
| (349277)            | 2007 TH319             | 12 octobre 2007       | Spacewatch                        |
| (349278)            | 2007 TF324             | 25 septembre 2007     | Mt. Lemmon Survey                 |
| (349279)            | 2007 TK331             | 11 octobre 2007       | Spacewatch                        |
| (349280)            | 2007 TJ335             | 18 septembre 2007     | Mt. Lemmon Survey                 |
| (349281)            | 2007 TV338             | 15 octobre 2007       | Spacewatch                        |
| (349282)            | 2007 TK358             | 9 septembre 2007      | Spacewatch                        |
| (349283)            | 2007 TF359             | 14 octobre 2007       | Mt. Lemmon Survey                 |
| (349284)            | 2007 TN365             | 10 septembre 2007     | Mt. Lemmon Survey                 |
| (349285)            | 2007 TG366             | 9 octobre 2007        | CSS                               |
| (349286)            | 2007 TW371             | 9 mars 2005           | Mt. Lemmon Survey                 |
| (349287)            | 2007 TX372             | 14 octobre 2007       | Mt. Lemmon Survey                 |
| (349288)            | 2007 TP377             | 11 octobre 2007       | Spacewatch                        |
| (349289)            | 2007 TY381             | 14 octobre 2007       | Spacewatch                        |
| (349290)            | 2007 TA386             | 15 octobre 2007       | CSS                               |
| (349291)            | 2007 TV387             | 13 octobre 2007       | Spacewatch                        |
| (349292)            | 2007 TD408             | 10 septembre 2007     | Mt. Lemmon Survey                 |
| (349293)            | 2007 TN410             | 13 octobre 2007       | LONEOS                            |
| (349294)            | 2007 TG425             | 8 octobre 2007        | Mt. Lemmon Survey                 |
| (349295)            | 2007 TZ426             | 9 octobre 2007        | Spacewatch                        |
| (349296)            | 2007 TH433             | 9 octobre 2007        | Mt. Lemmon Survey                 |
| (349297)            | 2007 TW447             | 14 octobre 2007       | LINEAR                            |
| (349298)            | 2007 TX447             | 14 octobre 2007       | Tucker, R. A.                     |
| (349299)            | 2007 TE448             | 5 octobre 2007        | Spacewatch                        |
| (349300)            | 2007 TQ448             | 16 février 2004       | Spacewatch                        |

### 349301-349400
| Nom                  | Désignation provisoire | Date de la découverte | Découvreur             |
| -------------------- | ---------------------- | --------------------- | ---------------------- |
| (349301)             | 2007 TX451             | 12 octobre 2007       | CSS                    |
| (349302)             | 2007 UF9               | 17 octobre 2007       | LONEOS                 |
| (349303)             | 2007 UB10              | 17 octobre 2007       | LONEOS                 |
| (349304)             | 2007 UF18              | 17 octobre 2007       | LONEOS                 |
| (349305)             | 2007 UN31              | 19 octobre 2007       | CSS                    |
| (349306)             | 2007 UA41              | 16 octobre 2007       | Spacewatch             |
| (349307)             | 2007 UT42              | 16 octobre 2007       | Spacewatch             |
| (349308)             | 2007 UU45              | 19 octobre 2007       | Spacewatch             |
| (349309)             | 2007 UO51              | 20 octobre 2007       | CSS                    |
| (349310)             | 2007 UB54              | 30 octobre 2007       | Spacewatch             |
| (349311)             | 2007 UW56              | 30 octobre 2007       | Mt. Lemmon Survey      |
| (349312)             | 2007 UU58              | 30 octobre 2007       | Mt. Lemmon Survey      |
| (349313)             | 2007 UL68              | 30 octobre 2007       | Spacewatch             |
| (349314)             | 2007 UG81              | 30 octobre 2007       | Spacewatch             |
| (349315)             | 2007 UP90              | 30 octobre 2007       | Mt. Lemmon Survey      |
| (349316)             | 2007 UQ93              | 31 octobre 2007       | Mt. Lemmon Survey      |
| (349317)             | 2007 UY100             | 30 octobre 2007       | Spacewatch             |
| (349318)             | 2007 UV101             | 30 octobre 2007       | Spacewatch             |
| (349319)             | 2007 UN103             | 30 octobre 2007       | Mt. Lemmon Survey      |
| (349320)             | 2007 UO104             | 30 octobre 2007       | Spacewatch             |
| (349321)             | 2007 UJ109             | 30 octobre 2007       | Spacewatch             |
| (349322)             | 2007 UQ110             | 30 octobre 2007       | Mt. Lemmon Survey      |
| (349323)             | 2007 UG123             | 31 octobre 2007       | Spacewatch             |
| (349324)             | 2007 UQ129             | 30 octobre 2007       | Spacewatch             |
| (349325)             | 2007 UW132             | 20 octobre 2007       | Mt. Lemmon Survey      |
| (349326)             | 2007 UT133             | 26 octobre 2007       | Mt. Lemmon Survey      |
| (349327)             | 2007 VJ                | 1er novembre 2007     | Hug, G.                |
| (349328)             | 2007 VJ1               | 1er novembre 2007     | Ferrando, R.           |
| (349329)             | 2007 VS5               | 4 novembre 2007       | OAM                    |
| (349330)             | 2007 VK7               | 2 novembre 2007       | Hug, G.                |
| (349331)             | 2007 VP11              | 20 octobre 2007       | Mt. Lemmon Survey      |
| (349332)             | 2007 VD28              | 2 novembre 2007       | Spacewatch             |
| (349333)             | 2007 VJ43              | 4 novembre 2007       | Mt. Lemmon Survey      |
| (349334)             | 2007 VS45              | 1er novembre 2007     | Spacewatch             |
| (349335)             | 2007 VV49              | 1er novembre 2007     | Spacewatch             |
| (349336)             | 2007 VT56              | 1er novembre 2007     | Spacewatch             |
| (349337)             | 2007 VZ56              | 1er novembre 2007     | Spacewatch             |
| (349338)             | 2007 VH59              | 1er novembre 2007     | Spacewatch             |
| (349339)             | 2007 VW76              | 3 novembre 2007       | Spacewatch             |
| (349340)             | 2007 VU80              | 4 novembre 2007       | Spacewatch             |
| (349341)             | 2007 VE82              | 5 octobre 2002        | NEAT                   |
| (349342)             | 2007 VV87              | 2 novembre 2007       | LINEAR                 |
| (349343)             | 2007 VU93              | 19 octobre 2007       | CSS                    |
| (349344)             | 2007 VR95              | 8 novembre 2007       | LINEAR                 |
| (349345)             | 2007 VP101             | 8 mai 2005            | Mt. Lemmon Survey      |
| (349346)             | 2007 VG108             | 10 septembre 2007     | Mt. Lemmon Survey      |
| (349347)             | 2007 VQ108             | 3 novembre 2007       | Spacewatch             |
| (349348)             | 2007 VZ117             | 4 novembre 2007       | Spacewatch             |
| (349349)             | 2007 VG119             | 4 novembre 2007       | Mt. Lemmon Survey      |
| (349350)             | 2007 VN119             | 5 novembre 2007       | Spacewatch             |
| (349351)             | 2007 VD124             | 5 novembre 2007       | Spacewatch             |
| (349352)             | 2007 VL124             | 5 novembre 2007       | Mt. Lemmon Survey      |
| (349353)             | 2007 VP128             | 1er novembre 2007     | Mt. Lemmon Survey      |
| (349354)             | 2007 VS136             | 4 novembre 2007       | Mt. Lemmon Survey      |
| (349355)             | 2007 VM145             | 4 novembre 2007       | Spacewatch             |
| (349356)             | 2007 VJ146             | 4 novembre 2007       | Spacewatch             |
| (349357)             | 2007 VC170             | 5 novembre 2007       | PMO NEO Survey Program |
| (349358)             | 2007 VV183             | 8 novembre 2007       | Mt. Lemmon Survey      |
| (349359)             | 2007 VK190             | 14 novembre 2007      | BATTeRS                |
| (349360)             | 2007 VL190             | 31 octobre 2007       | Spacewatch             |
| (349361)             | 2007 VQ191             | 4 novembre 2007       | Mt. Lemmon Survey      |
| (349362)             | 2007 VC197             | 15 octobre 2007       | Mt. Lemmon Survey      |
| (349363)             | 2007 VW206             | 9 novembre 2007       | CSS                    |
| (349364)             | 2007 VM209             | 7 novembre 2007       | Spacewatch             |
| (349365)             | 2007 VT223             | 7 novembre 2007       | CSS                    |
| (349366)             | 2007 VB227             | 11 novembre 2007      | PMO NEO Survey Program |
| (349367)             | 2007 VL235             | 9 novembre 2007       | Spacewatch             |
| (349368)             | 2007 VS244             | 12 novembre 2007      | Kocher, P.             |
| (349369)             | 2007 VE272             | 11 novembre 2007      | Mt. Lemmon Survey      |
| (349370)             | 2007 VW274             | 13 novembre 2007      | Mt. Lemmon Survey      |
| (349371)             | 2007 VQ283             | 14 novembre 2007      | Spacewatch             |
| (349372)             | 2007 VL301             | 15 novembre 2007      | CSS                    |
| (349373)             | 2007 VW303             | 4 novembre 2007       | CSS                    |
| (349374)             | 2007 VV309             | 3 novembre 2007       | Mt. Lemmon Survey      |
| (349375)             | 2007 VY309             | 4 novembre 2007       | Mt. Lemmon Survey      |
| (349376)             | 2007 VL310             | 7 novembre 2007       | Mt. Lemmon Survey      |
| (349377)             | 2007 VC323             | 2 novembre 2007       | LINEAR                 |
| (349378)             | 2007 VG326             | 3 novembre 2007       | Spacewatch             |
| (349379)             | 2007 WR3               | 17 novembre 2007      | OAM                    |
| (349380)             | 2007 WX5               | 17 novembre 2007      | LINEAR                 |
| (349381)             | 2007 WX9               | 17 novembre 2007      | Mt. Lemmon Survey      |
| (349382)             | 2007 WZ33              | 4 novembre 2007       | Spacewatch             |
| (349383)             | 2007 WN39              | 12 octobre 2007       | Mt. Lemmon Survey      |
| (349384)             | 2007 WF51              | 20 novembre 2007      | Mt. Lemmon Survey      |
| (349385)             | 2007 WU55              | 29 novembre 2007      | LUSS                   |
| (349386) Randywright | 2007 WA56              | 30 novembre 2007      | Holmes, R.             |
| (349387)             | 2007 WR61              | 16 novembre 2007      | LINEAR                 |
| (349388)             | 2007 WC62              | 17 novembre 2007      | Mt. Lemmon Survey      |
| (349389)             | 2007 XU2               | 3 décembre 2007       | Spacewatch             |
| (349390)             | 2007 XT15              | 8 décembre 2007       | OAM                    |
| (349391)             | 2007 XG18              | 12 décembre 2007      | OAM                    |
| (349392)             | 2007 XQ28              | 19 avril 2004         | Spacewatch             |
| (349393)             | 2007 XR39              | 31 décembre 2002      | LINEAR                 |
| (349394)             | 2007 XN40              | 13 décembre 2007      | LINEAR                 |
| (349395)             | 2007 XX40              | 2 novembre 2007       | Spacewatch             |
| (349396)             | 2007 XW46              | 4 décembre 2007       | Mt. Lemmon Survey      |
| (349397)             | 2007 XM52              | 6 décembre 2007       | Mt. Lemmon Survey      |
| (349398)             | 2007 XZ54              | 4 décembre 2007       | Mt. Lemmon Survey      |
| (349399)             | 2007 XD56              | 2 décembre 2007       | LINEAR                 |
| (349400)             | 2007 YK3               | 17 décembre 2007      | Sarneczky, K.          |

### 349401-349500
| Nom                     | Désignation provisoire | Date de la découverte | Découvreur             |
| ----------------------- | ---------------------- | --------------------- | ---------------------- |
| (349401)                | 2007 YK11              | 17 décembre 2007      | Mt. Lemmon Survey      |
| (349402)                | 2007 YL12              | 17 décembre 2007      | Mt. Lemmon Survey      |
| (349403)                | 2007 YP13              | 17 décembre 2007      | Mt. Lemmon Survey      |
| (349404)                | 2007 YR13              | 17 décembre 2007      | Mt. Lemmon Survey      |
| (349405)                | 2007 YF26              | 18 décembre 2007      | Mt. Lemmon Survey      |
| (349406)                | 2007 YU27              | 18 décembre 2007      | Spacewatch             |
| (349407) Stefaniafoglia | 2007 YY29              | 29 décembre 2007      | Suno                   |
| (349408)                | 2007 YQ32              | 28 décembre 2007      | Spacewatch             |
| (349409)                | 2007 YS41              | 30 décembre 2007      | Spacewatch             |
| (349410)                | 2007 YD42              | 30 décembre 2007      | Spacewatch             |
| (349411)                | 2007 YT48              | 28 décembre 2007      | Spacewatch             |
| (349412)                | 2007 YC49              | 28 décembre 2007      | Spacewatch             |
| (349413)                | 2007 YT54              | 31 décembre 2007      | CSS                    |
| (349414)                | 2007 YA66              | 30 décembre 2007      | CSS                    |
| (349415)                | 2007 YH68              | 30 décembre 2007      | Spacewatch             |
| (349416)                | 2008 AL5               | 4 novembre 2007       | Spacewatch             |
| (349417)                | 2008 AF7               | 10 janvier 2008       | Mt. Lemmon Survey      |
| (349418)                | 2008 AB10              | 10 janvier 2008       | Mt. Lemmon Survey      |
| (349419)                | 2008 AO19              | 10 janvier 2008       | Mt. Lemmon Survey      |
| (349420)                | 2008 AX19              | 10 janvier 2008       | CSS                    |
| (349421)                | 2008 AJ22              | 10 janvier 2008       | Mt. Lemmon Survey      |
| (349422)                | 2008 AG29              | 5 janvier 2008        | PMO NEO Survey Program |
| (349423)                | 2008 AK37              | 10 janvier 2008       | Spacewatch             |
| (349424)                | 2008 AE42              | 10 janvier 2008       | CSS                    |
| (349425)                | 2008 AD46              | 5 novembre 2007       | Spacewatch             |
| (349426)                | 2008 AJ46              | 11 janvier 2008       | Spacewatch             |
| (349427)                | 2008 AJ57              | 11 janvier 2008       | Spacewatch             |
| (349428)                | 2008 AZ67              | 11 janvier 2008       | Spacewatch             |
| (349429)                | 2008 AO69              | 11 janvier 2008       | Spacewatch             |
| (349430)                | 2008 AT84              | 10 janvier 2008       | CSS                    |
| (349431)                | 2008 AN85              | 13 janvier 2008       | Spacewatch             |
| (349432)                | 2008 AV109             | 15 janvier 2008       | Spacewatch             |
| (349433)                | 2008 AW109             | 15 janvier 2008       | Spacewatch             |
| (349434)                | 2008 AL134             | 1er janvier 2008      | Mt. Lemmon Survey      |
| (349435)                | 2008 AJ135             | 25 mars 2003          | NEAT                   |
| (349436)                | 2008 AL135             | 11 janvier 2008       | CSS                    |
| (349437)                | 2008 BP                | 16 octobre 2006       | CSS                    |
| (349438)                | 2008 BA1               | 16 janvier 2008       | Mt. Lemmon Survey      |
| (349439)                | 2008 BF1               | 16 janvier 2008       | Mt. Lemmon Survey      |
| (349440)                | 2008 BQ2               | 19 janvier 2008       | Mt. Lemmon Survey      |
| (349441)                | 2008 BB4               | 16 janvier 2008       | Spacewatch             |
| (349442)                | 2008 BK22              | 31 janvier 2008       | Mt. Lemmon Survey      |
| (349443)                | 2008 BT36              | 30 janvier 2008       | CSS                    |
| (349444)                | 2008 BM39              | 30 janvier 2008       | CSS                    |
| (349445)                | 2008 BH50              | 30 décembre 2007      | Spacewatch             |
| (349446)                | 2008 CA2               | 1er février 2008      | OAM                    |
| (349447)                | 2008 CM8               | 2 février 2008        | CSS                    |
| (349448)                | 2008 CJ54              | 11 janvier 2008       | Lulin                  |
| (349449)                | 2008 CS59              | 7 février 2008        | Mt. Lemmon Survey      |
| (349450)                | 2008 CF69              | 8 février 2008        | Bickel, W.             |
| (349451)                | 2008 CH69              | 8 février 2008        | Dillon, W. G.          |
| (349452)                | 2008 CK71              | 6 février 2008        | CSS                    |
| (349453)                | 2008 CD76              | 3 février 2008        | Spacewatch             |
| (349454)                | 2008 CK79              | 7 février 2008        | Spacewatch             |
| (349455)                | 2008 CL85              | 7 février 2008        | Spacewatch             |
| (349456)                | 2008 CZ93              | 8 février 2008        | Mt. Lemmon Survey      |
| (349457)                | 2008 CT114             | 31 août 2005          | Spacewatch             |
| (349458)                | 2008 CP117             | 11 février 2008       | Kugel, F.              |
| (349459)                | 2008 CH118             | 11 février 2008       | OAM                    |
| (349460)                | 2008 CH128             | 8 février 2008        | Spacewatch             |
| (349461)                | 2008 CQ134             | 8 février 2008        | Mt. Lemmon Survey      |
| (349462)                | 2008 CS136             | 8 février 2008        | Mt. Lemmon Survey      |
| (349463)                | 2008 CB137             | 8 février 2008        | Mt. Lemmon Survey      |
| (349464)                | 2008 CN137             | 8 février 2008        | Spacewatch             |
| (349465)                | 2008 CT149             | 9 février 2008        | Spacewatch             |
| (349466)                | 2008 CO163             | 10 février 2008       | CSS                    |
| (349467)                | 2008 CE168             | 11 février 2008       | Mt. Lemmon Survey      |
| (349468)                | 2008 CV175             | 6 février 2008        | LINEAR                 |
| (349469)                | 2008 CW175             | 6 février 2008        | LINEAR                 |
| (349470)                | 2008 CT181             | 9 février 2008        | Siding Spring Survey   |
| (349471)                | 2008 CP188             | 10 février 2008       | CSS                    |
| (349472)                | 2008 CD212             | 6 juillet 2005        | Spacewatch             |
| (349473)                | 2008 CF214             | 11 février 2008       | LINEAR                 |
| (349474)                | 2008 DE3               | 11 janvier 2008       | Spacewatch             |
| (349475)                | 2008 DA9               | 25 février 2008       | Spacewatch             |
| (349476)                | 2008 DX23              | 26 février 2008       | Mt. Lemmon Survey      |
| (349477)                | 2008 DA24              | 26 février 2008       | Spacewatch             |
| (349478)                | 2008 DK25              | 28 février 2008       | Mt. Lemmon Survey      |
| (349479)                | 2008 DW42              | 28 février 2008       | Spacewatch             |
| (349480)                | 2008 DS72              | 26 février 2008       | Mt. Lemmon Survey      |
| (349481)                | 2008 DO73              | 27 février 2008       | Mt. Lemmon Survey      |
| (349482)                | 2008 DV73              | 27 février 2008       | Mt. Lemmon Survey      |
| (349483)                | 2008 DC88              | 18 février 2008       | Mt. Lemmon Survey      |
| (349484)                | 2008 EW9               | 1er mars 2008         | Spacewatch             |
| (349485)                | 2008 EQ92              | 3 mars 2008           | CSS                    |
| (349486)                | 2008 EW143             | 15 mars 2008          | Mt. Lemmon Survey      |
| (349487)                | 2008 EZ163             | 9 mars 2008           | LINEAR                 |
| (349488)                | 2008 FV14              | 26 mars 2008          | Mt. Lemmon Survey      |
| (349489)                | 2008 FC131             | 29 mars 2008          | Mt. Lemmon Survey      |
| (349490)                | 2008 GG22              | 1er avril 2008        | Spacewatch             |
| (349491)                | 2008 GB29              | 3 avril 2008          | CSS                    |
| (349492)                | 2008 GB30              | 3 avril 2008          | CSS                    |
| (349493)                | 2008 GN39              | 4 avril 2008          | Spacewatch             |
| (349494)                | 2008 GK121             | 19 janvier 2008       | Mt. Lemmon Survey      |
| (349495)                | 2008 JH35              | 3 mai 2008            | Siding Spring Survey   |
| (349496)                | 2008 KZ34              | 27 mai 2008           | Spacewatch             |
| (349497)                | 2008 NK                | 1er juillet 2008      | Spacewatch             |
| (349498)                | 2008 ND3               | 11 juillet 2008       | OAM                    |
| (349499) Dechirico      | 2008 OX5               | 29 juillet 2008       | Casulli, V. S.         |
| (349500)                | 2008 OH8               | 29 juillet 2008       | OAM                    |

### 349501-349600
| Nom      | Désignation provisoire | Date de la découverte | Découvreur               |
| -------- | ---------------------- | --------------------- | ------------------------ |
| (349501) | 2008 OT19              | 29 juillet 2008       | Spacewatch               |
| (349502) | 2008 OR24              | 31 juillet 2008       | LINEAR                   |
| (349503) | 2008 PW2               | 3 août 2008           | Kugel, F.                |
| (349504) | 2008 PQ11              | 9 août 2008           | Broughton, J.            |
| (349505) | 2008 PE14              | 10 août 2008          | OAM                      |
| (349506) | 2008 PT17              | 11 août 2008          | Kugel, F.                |
| (349507) | 2008 QY                | 21 août 2008          | Spacewatch               |
| (349508) | 2008 QJ5               | 22 août 2008          | Spacewatch               |
| (349509) | 2008 QR5               | 22 août 2008          | Spacewatch               |
| (349510) | 2008 QP12              | 26 août 2008          | OAM                      |
| (349511) | 2008 QR12              | 26 août 2008          | OAM                      |
| (349512) | 2008 QM46              | 25 août 2008          | LINEAR                   |
| (349513) | 2008 RS                | 2 septembre 2008      | Hoenig, S. F., Teamo, N. |
| (349514) | 2008 RM8               | 3 septembre 2008      | Spacewatch               |
| (349515) | 2008 RE14              | 4 septembre 2008      | Spacewatch               |
| (349516) | 2008 RY14              | 4 septembre 2008      | Spacewatch               |
| (349517) | 2008 RM23              | 4 septembre 2008      | LINEAR                   |
| (349518) | 2008 RL30              | 2 septembre 2008      | Spacewatch               |
| (349519) | 2008 RW30              | 2 septembre 2008      | Spacewatch               |
| (349520) | 2008 RU40              | 2 septembre 2008      | Spacewatch               |
| (349521) | 2008 RA62              | 4 septembre 2008      | Spacewatch               |
| (349522) | 2008 RF68              | 4 septembre 2008      | Spacewatch               |
| (349523) | 2008 RY73              | 14 octobre 2001       | Spacewatch               |
| (349524) | 2008 RG74              | 6 septembre 2008      | CSS                      |
| (349525) | 2008 RL95              | 7 septembre 2008      | CSS                      |
| (349526) | 2008 RH96              | 7 septembre 2008      | Mt. Lemmon Survey        |
| (349527) | 2008 RS113             | 6 septembre 2008      | Spacewatch               |
| (349528) | 2008 RN130             | 6 septembre 2008      | Mt. Lemmon Survey        |
| (349529) | 2008 RX135             | 4 septembre 2008      | Spacewatch               |
| (349530) | 2008 RY138             | 6 septembre 2008      | CSS                      |
| (349531) | 2008 SQ2               | 6 septembre 2008      | CSS                      |
| (349532) | 2008 SF3               | 22 septembre 2008     | LINEAR                   |
| (349533) | 2008 SO5               | 22 septembre 2008     | LINEAR                   |
| (349534) | 2008 ST8               | 22 septembre 2008     | LINEAR                   |
| (349535) | 2008 SZ13              | 19 septembre 2008     | Spacewatch               |
| (349536) | 2008 ST18              | 19 septembre 2008     | Spacewatch               |
| (349537) | 2008 SG24              | 1er novembre 2005     | Mt. Lemmon Survey        |
| (349538) | 2008 SC27              | 19 septembre 2008     | Spacewatch               |
| (349539) | 2008 SM32              | 20 septembre 2008     | Spacewatch               |
| (349540) | 2008 SG41              | 20 septembre 2008     | CSS                      |
| (349541) | 2008 SS52              | 20 septembre 2008     | Mt. Lemmon Survey        |
| (349542) | 2008 SW53              | 20 septembre 2008     | Mt. Lemmon Survey        |
| (349543) | 2008 SM67              | 21 septembre 2008     | Spacewatch               |
| (349544) | 2008 SM78              | 23 septembre 2008     | Mt. Lemmon Survey        |
| (349545) | 2008 SX87              | 20 septembre 2008     | Spacewatch               |
| (349546) | 2008 SU98              | 21 septembre 2008     | Spacewatch               |
| (349547) | 2008 SO106             | 21 septembre 2008     | Spacewatch               |
| (349548) | 2008 SY110             | 22 septembre 2008     | Spacewatch               |
| (349549) | 2008 SE111             | 22 septembre 2008     | Spacewatch               |
| (349550) | 2008 ST120             | 22 septembre 2008     | Mt. Lemmon Survey        |
| (349551) | 2008 SA122             | 22 septembre 2008     | Mt. Lemmon Survey        |
| (349552) | 2008 SD126             | 22 septembre 2008     | Mt. Lemmon Survey        |
| (349553) | 2008 SE128             | 22 septembre 2008     | Spacewatch               |
| (349554) | 2008 SU141             | 24 septembre 2008     | CSS                      |
| (349555) | 2008 SX142             | 24 septembre 2008     | Mt. Lemmon Survey        |
| (349556) | 2008 SL143             | 24 septembre 2008     | Mt. Lemmon Survey        |
| (349557) | 2008 SJ145             | 26 septembre 2008     | Spacewatch               |
| (349558) | 2008 SB147             | 24 septembre 2008     | CSS                      |
| (349559) | 2008 SX157             | 24 septembre 2008     | LINEAR                   |
| (349560) | 2008 SN158             | 24 septembre 2008     | LINEAR                   |
| (349561) | 2008 SS159             | 24 septembre 2008     | LINEAR                   |
| (349562) | 2008 SD163             | 28 septembre 2008     | LINEAR                   |
| (349563) | 2008 SY165             | 2 septembre 2008      | Spacewatch               |
| (349564) | 2008 SE172             | 21 septembre 2008     | CSS                      |
| (349565) | 2008 SX175             | 23 septembre 2008     | CSS                      |
| (349566) | 2008 SC182             | 24 septembre 2008     | Mt. Lemmon Survey        |
| (349567) | 2008 SP184             | 24 septembre 2008     | Spacewatch               |
| (349568) | 2008 SQ185             | 12 mars 2007          | Spacewatch               |
| (349569) | 2008 SN199             | 26 septembre 2008     | Spacewatch               |
| (349570) | 2008 SP203             | 26 septembre 2008     | Spacewatch               |
| (349571) | 2008 SH235             | 28 septembre 2008     | Mt. Lemmon Survey        |
| (349572) | 2008 SZ235             | 28 septembre 2008     | Mt. Lemmon Survey        |
| (349573) | 2008 SR240             | 29 septembre 2008     | Spacewatch               |
| (349574) | 2008 SH241             | 29 septembre 2008     | CSS                      |
| (349575) | 2008 SD243             | 29 septembre 2008     | Spacewatch               |
| (349576) | 2008 SR259             | 23 septembre 2008     | Mt. Lemmon Survey        |
| (349577) | 2008 SJ263             | 24 septembre 2008     | Spacewatch               |
| (349578) | 2008 SC265             | 26 septembre 2008     | Spacewatch               |
| (349579) | 2008 SM268             | 26 septembre 2008     | Spacewatch               |
| (349580) | 2008 ST269             | 22 septembre 2008     | Mt. Lemmon Survey        |
| (349581) | 2008 SO279             | 23 septembre 2008     | Spacewatch               |
| (349582) | 2008 SL280             | 22 septembre 2008     | LINEAR                   |
| (349583) | 2008 SD281             | 27 septembre 2008     | Mt. Lemmon Survey        |
| (349584) | 2008 SO285             | 21 septembre 2008     | Mt. Lemmon Survey        |
| (349585) | 2008 SU294             | 22 septembre 2008     | CSS                      |
| (349586) | 2008 TQ5               | 1er octobre 2008      | OAM                      |
| (349587) | 2008 TT7               | 3 octobre 2008        | OAM                      |
| (349588) | 2008 TZ9               | 4 octobre 2008        | OAM                      |
| (349589) | 2008 TW10              | 2 septembre 2008      | Spacewatch               |
| (349590) | 2008 TL18              | 1er octobre 2008      | Mt. Lemmon Survey        |
| (349591) | 2008 TH26              | 23 septembre 2008     | CSS                      |
| (349592) | 2008 TJ48              | 2 octobre 2008        | Spacewatch               |
| (349593) | 2008 TG61              | 2 octobre 2008        | Spacewatch               |
| (349594) | 2008 TX69              | 2 octobre 2008        | Spacewatch               |
| (349595) | 2008 TA70              | 2 octobre 2008        | Spacewatch               |
| (349596) | 2008 TE93              | 5 octobre 2008        | OAM                      |
| (349597) | 2008 TF95              | 6 octobre 2008        | Spacewatch               |
| (349598) | 2008 TT113             | 6 octobre 2008        | Spacewatch               |
| (349599) | 2008 TS117             | 6 octobre 2008        | Spacewatch               |
| (349600) | 2008 TJ131             | 8 octobre 2008        | Mt. Lemmon Survey        |

### 349601-349700
| Nom                | Désignation provisoire | Date de la découverte | Découvreur        |
| ------------------ | ---------------------- | --------------------- | ----------------- |
| (349601)           | 2008 TY140             | 9 octobre 2008        | Mt. Lemmon Survey |
| (349602)           | 2008 TB187             | 8 octobre 2008        | Spacewatch        |
| (349603)           | 2008 TH189             | 10 octobre 2008       | Mt. Lemmon Survey |
| (349604)           | 2008 UL1               | 20 octobre 2008       | Tucker, R. A.     |
| (349605)           | 2008 UZ3               | 23 octobre 2008       | Bickel, W.        |
| (349606) Fleurance | 2008 UX5               | 26 octobre 2008       | Ory, M.           |
| (349607)           | 2008 US15              | 18 octobre 2008       | Spacewatch        |
| (349608)           | 2008 UU22              | 19 octobre 2008       | Spacewatch        |
| (349609)           | 2008 UF23              | 20 octobre 2008       | Spacewatch        |
| (349610)           | 2008 UK42              | 20 octobre 2008       | Spacewatch        |
| (349611)           | 2008 UV51              | 20 octobre 2008       | Spacewatch        |
| (349612)           | 2008 UH56              | 21 octobre 2008       | Spacewatch        |
| (349613)           | 2008 UA66              | 21 octobre 2008       | Spacewatch        |
| (349614)           | 2008 UB67              | 21 octobre 2008       | Spacewatch        |
| (349615)           | 2008 UX74              | 21 octobre 2008       | Spacewatch        |
| (349616)           | 2008 UH82              | 22 octobre 2008       | Mt. Lemmon Survey |
| (349617)           | 2008 UD98              | 26 octobre 2008       | LINEAR            |
| (349618)           | 2008 UY101             | 20 octobre 2008       | Spacewatch        |
| (349619)           | 2008 UK112             | 22 octobre 2008       | Spacewatch        |
| (349620)           | 2008 UY116             | 22 octobre 2008       | Spacewatch        |
| (349621)           | 2008 UU132             | 23 octobre 2008       | Spacewatch        |
| (349622)           | 2008 UH141             | 23 octobre 2008       | Spacewatch        |
| (349623)           | 2008 UX143             | 23 octobre 2008       | Spacewatch        |
| (349624)           | 2008 UQ148             | 8 octobre 2004        | Spacewatch        |
| (349625)           | 2008 UA151             | 23 octobre 2008       | Spacewatch        |
| (349626)           | 2008 UD151             | 23 octobre 2008       | Spacewatch        |
| (349627)           | 2008 UY153             | 23 octobre 2008       | Spacewatch        |
| (349628)           | 2008 UK156             | 23 octobre 2008       | Spacewatch        |
| (349629)           | 2008 UN160             | 23 octobre 2008       | Spacewatch        |
| (349630)           | 2008 UH163             | 24 octobre 2008       | Spacewatch        |
| (349631)           | 2008 UV169             | 24 octobre 2008       | CSS               |
| (349632)           | 2008 UQ178             | 24 octobre 2008       | Mt. Lemmon Survey |
| (349633)           | 2008 UG182             | 24 octobre 2008       | Mt. Lemmon Survey |
| (349634)           | 2008 UU185             | 24 octobre 2008       | Spacewatch        |
| (349635)           | 2008 UJ192             | 25 octobre 2008       | CSS               |
| (349636)           | 2008 UG198             | 25 octobre 2008       | LINEAR            |
| (349637)           | 2008 UF210             | 23 octobre 2008       | Spacewatch        |
| (349638)           | 2008 UP216             | 24 octobre 2008       | Mt. Lemmon Survey |
| (349639)           | 2008 UO225             | 25 octobre 2008       | Spacewatch        |
| (349640)           | 2008 UA248             | 26 octobre 2008       | Spacewatch        |
| (349641)           | 2008 UB248             | 26 octobre 2008       | Spacewatch        |
| (349642)           | 2008 US250             | 27 octobre 2008       | Spacewatch        |
| (349643)           | 2008 UW256             | 27 octobre 2008       | Spacewatch        |
| (349644)           | 2008 UG260             | 7 octobre 2008        | Mt. Lemmon Survey |
| (349645)           | 2008 UJ270             | 28 octobre 2008       | Spacewatch        |
| (349646)           | 2008 UW281             | 28 octobre 2008       | Spacewatch        |
| (349647)           | 2008 UT294             | 29 octobre 2008       | Spacewatch        |
| (349648)           | 2008 US303             | 29 octobre 2008       | Spacewatch        |
| (349649)           | 2008 UF305             | 29 octobre 2008       | Mt. Lemmon Survey |
| (349650)           | 2008 UN315             | 30 octobre 2008       | Mt. Lemmon Survey |
| (349651)           | 2008 UT331             | 3 octobre 2008        | Mt. Lemmon Survey |
| (349652)           | 2008 UR335             | 20 octobre 2008       | Spacewatch        |
| (349653)           | 2008 UZ346             | 30 octobre 2008       | Spacewatch        |
| (349654)           | 2008 UB353             | 21 octobre 2008       | Spacewatch        |
| (349655)           | 2008 VD7               | 1er novembre 2008     | CSS               |
| (349656)           | 2008 VD9               | 2 novembre 2008       | Mt. Lemmon Survey |
| (349657)           | 2008 VD21              | 1er novembre 2008     | Mt. Lemmon Survey |
| (349658)           | 2008 VR33              | 2 novembre 2008       | Mt. Lemmon Survey |
| (349659)           | 2008 VK47              | 3 novembre 2008       | CSS               |
| (349660)           | 2008 VO48              | 3 novembre 2008       | Spacewatch        |
| (349661)           | 2008 VS48              | 3 novembre 2008       | Spacewatch        |
| (349662)           | 2008 VL57              | 6 novembre 2008       | Mt. Lemmon Survey |
| (349663)           | 2008 VZ68              | 8 novembre 2008       | Mt. Lemmon Survey |
| (349664)           | 2008 VR70              | 7 novembre 2008       | Mt. Lemmon Survey |
| (349665)           | 2008 VL74              | 8 novembre 2008       | Mt. Lemmon Survey |
| (349666)           | 2008 VC80              | 1er novembre 2008     | Mt. Lemmon Survey |
| (349667)           | 2008 WN10              | 18 novembre 2008      | OAM               |
| (349668)           | 2008 WH11              | 18 novembre 2008      | CSS               |
| (349669)           | 2008 WA32              | 19 novembre 2008      | Mt. Lemmon Survey |
| (349670)           | 2008 WF59              | 22 novembre 2008      | Ferrando, R.      |
| (349671)           | 2008 WY66              | 18 novembre 2008      | Spacewatch        |
| (349672)           | 2008 WR68              | 18 novembre 2008      | Spacewatch        |
| (349673)           | 2008 WB74              | 19 novembre 2008      | Mt. Lemmon Survey |
| (349674)           | 2008 WH76              | 20 novembre 2008      | Spacewatch        |
| (349675)           | 2008 WD77              | 29 septembre 2008     | Mt. Lemmon Survey |
| (349676)           | 2008 WZ79              | 20 novembre 2008      | Spacewatch        |
| (349677)           | 2008 WF82              | 20 novembre 2008      | Spacewatch        |
| (349678)           | 2008 WO83              | 20 novembre 2008      | Spacewatch        |
| (349679)           | 2008 WE88              | 21 novembre 2008      | Mt. Lemmon Survey |
| (349680)           | 2008 WU88              | 21 novembre 2008      | Spacewatch        |
| (349681)           | 2008 WE89              | 21 novembre 2008      | Mt. Lemmon Survey |
| (349682)           | 2008 WC90              | 22 novembre 2008      | Mt. Lemmon Survey |
| (349683)           | 2008 WP90              | 22 novembre 2008      | Mt. Lemmon Survey |
| (349684)           | 2008 WY98              | 24 novembre 2008      | OAM               |
| (349685)           | 2008 WA108             | 30 novembre 2008      | CSS               |
| (349686)           | 2008 WS110             | 30 novembre 2008      | Spacewatch        |
| (349687)           | 2008 WD113             | 30 novembre 2008      | Spacewatch        |
| (349688)           | 2008 WN115             | 30 novembre 2008      | Spacewatch        |
| (349689)           | 2008 WP118             | 30 novembre 2008      | Mt. Lemmon Survey |
| (349690)           | 2008 WG127             | 19 novembre 2008      | LINEAR            |
| (349691)           | 2008 WC136             | 19 novembre 2008      | Spacewatch        |
| (349692)           | 2008 WX139             | 21 novembre 2008      | Mt. Lemmon Survey |
| (349693)           | 2008 XS2               | 6 décembre 2008       | Mt. Lemmon Survey |
| (349694)           | 2008 XF3               | 7 décembre 2008       | Mt. Lemmon Survey |
| (349695)           | 2008 XA4               | 2 décembre 2008       | LINEAR            |
| (349696)           | 2008 XS4               | 3 décembre 2008       | LINEAR            |
| (349697)           | 2008 XC11              | 1er décembre 2008     | CSS               |
| (349698)           | 2008 XV21              | 1er décembre 2008     | Spacewatch        |
| (349699)           | 2008 XW22              | 3 décembre 2008       | Spacewatch        |
| (349700)           | 2008 XG34              | 10 août 2007          | Spacewatch        |

### 349701-349800
| Nom                 | Désignation provisoire | Date de la découverte | Découvreur               |
| ------------------- | ---------------------- | --------------------- | ------------------------ |
| (349701)            | 2008 XR37              | 2 décembre 2008       | Spacewatch               |
| (349702)            | 2008 XJ46              | 4 décembre 2008       | Mt. Lemmon Survey        |
| (349703)            | 2008 XW50              | 4 décembre 2008       | Mt. Lemmon Survey        |
| (349704)            | 2008 XH51              | 3 décembre 2008       | LINEAR                   |
| (349705)            | 2008 XX51              | 3 décembre 2008       | CSS                      |
| (349706)            | 2008 XF52              | 4 décembre 2008       | CSS                      |
| (349707)            | 2008 YU2               | 21 décembre 2008      | Lowe, A.                 |
| (349708)            | 2008 YY2               | 1er décembre 2008     | CSS                      |
| (349709)            | 2008 YY3               | 19 novembre 2003      | Spacewatch               |
| (349710)            | 2008 YP5               | 22 décembre 2008      | Kocher, P.               |
| (349711)            | 2008 YM8               | 4 avril 2002          | Spacewatch               |
| (349712)            | 2008 YP8               | 24 décembre 2008      | Shandong University      |
| (349713)            | 2008 YQ9               | 25 décembre 2008      | Shandong University      |
| (349714)            | 2008 YF11              | 19 novembre 2008      | Spacewatch               |
| (349715)            | 2008 YT16              | 21 décembre 2008      | Mt. Lemmon Survey        |
| (349716)            | 2008 YO26              | 24 décembre 2008      | Kugel, F.                |
| (349717)            | 2008 YS28              | 29 décembre 2008      | Sarneczky, K.            |
| (349718)            | 2008 YF37              | 22 décembre 2008      | Spacewatch               |
| (349719)            | 2008 YB40              | 29 décembre 2008      | Spacewatch               |
| (349720)            | 2008 YB44              | 29 décembre 2008      | Spacewatch               |
| (349721)            | 2008 YJ45              | 29 décembre 2008      | Mt. Lemmon Survey        |
| (349722)            | 2008 YE50              | 29 décembre 2008      | Mt. Lemmon Survey        |
| (349723)            | 2008 YR52              | 29 décembre 2008      | Mt. Lemmon Survey        |
| (349724)            | 2008 YP62              | 30 décembre 2008      | Mt. Lemmon Survey        |
| (349725)            | 2008 YK65              | 30 décembre 2008      | CSS                      |
| (349726)            | 2008 YH68              | 4 décembre 2008       | Mt. Lemmon Survey        |
| (349727)            | 2008 YM69              | 29 décembre 2008      | Spacewatch               |
| (349728)            | 2008 YF70              | 29 décembre 2008      | Mt. Lemmon Survey        |
| (349729)            | 2008 YF80              | 30 décembre 2008      | Mt. Lemmon Survey        |
| (349730)            | 2008 YV80              | 30 décembre 2008      | Spacewatch               |
| (349731)            | 2008 YS86              | 29 décembre 2008      | Spacewatch               |
| (349732)            | 2008 YB93              | 29 décembre 2008      | Spacewatch               |
| (349733)            | 2008 YW97              | 29 décembre 2008      | Mt. Lemmon Survey        |
| (349734)            | 2008 YH104             | 29 décembre 2008      | Spacewatch               |
| (349735)            | 2008 YU105             | 29 décembre 2008      | Spacewatch               |
| (349736)            | 2008 YF109             | 29 décembre 2008      | Spacewatch               |
| (349737)            | 2008 YU109             | 30 décembre 2008      | Spacewatch               |
| (349738)            | 2008 YB110             | 30 décembre 2008      | Spacewatch               |
| (349739)            | 2008 YJ117             | 29 décembre 2008      | Mt. Lemmon Survey        |
| (349740)            | 2008 YJ126             | 30 décembre 2008      | Spacewatch               |
| (349741)            | 2008 YM130             | 31 décembre 2008      | Spacewatch               |
| (349742)            | 2008 YV131             | 31 décembre 2008      | Spacewatch               |
| (349743)            | 2008 YB134             | 30 décembre 2008      | Spacewatch               |
| (349744)            | 2008 YH134             | 30 décembre 2008      | Spacewatch               |
| (349745)            | 2008 YG140             | 30 décembre 2008      | Mt. Lemmon Survey        |
| (349746)            | 2008 YG145             | 30 décembre 2008      | Spacewatch               |
| (349747)            | 2008 YL146             | 30 décembre 2008      | Spacewatch               |
| (349748)            | 2008 YD151             | 22 décembre 2008      | Mt. Lemmon Survey        |
| (349749)            | 2008 YJ155             | 22 décembre 2008      | Spacewatch               |
| (349750)            | 2008 YZ155             | 22 décembre 2008      | CSS                      |
| (349751)            | 2008 YQ156             | 30 décembre 2008      | Mt. Lemmon Survey        |
| (349752)            | 2008 YP157             | 21 décembre 2008      | Mt. Lemmon Survey        |
| (349753)            | 2008 YD167             | 10 septembre 2004     | Spacewatch               |
| (349754)            | 2008 YP171             | 31 décembre 2008      | LINEAR                   |
| (349755)            | 2009 AE2               | 4 janvier 2009        | Shandong University      |
| (349756)            | 2009 AV7               | 25 octobre 2008       | Mt. Lemmon Survey        |
| (349757)            | 2009 AA13              | 2 janvier 2009        | Mt. Lemmon Survey        |
| (349758)            | 2009 AM13              | 2 janvier 2009        | Mt. Lemmon Survey        |
| (349759)            | 2009 AR17              | 2 janvier 2009        | Spacewatch               |
| (349760)            | 2009 AY19              | 2 janvier 2009        | Mt. Lemmon Survey        |
| (349761)            | 2009 AR22              | 3 janvier 2009        | Spacewatch               |
| (349762)            | 2009 AL25              | 2 janvier 2009        | Spacewatch               |
| (349763)            | 2009 AS27              | 2 janvier 2009        | Spacewatch               |
| (349764)            | 2009 AY28              | 8 janvier 2009        | Spacewatch               |
| (349765)            | 2009 AR37              | 15 janvier 2009       | Spacewatch               |
| (349766)            | 2009 AH43              | 7 janvier 2009        | Young, J. W.             |
| (349767)            | 2009 BD1               | 17 janvier 2009       | Hormuth, F.              |
| (349768)            | 2009 BL1               | 17 janvier 2009       | LINEAR                   |
| (349769)            | 2009 BJ6               | 18 janvier 2009       | LINEAR                   |
| (349770)            | 2009 BW7               | 21 janvier 2009       | Lowe, A.                 |
| (349771)            | 2009 BF8               | 17 janvier 2009       | LINEAR                   |
| (349772)            | 2009 BW8               | 17 janvier 2009       | LINEAR                   |
| (349773)            | 2009 BP9               | 18 janvier 2009       | LINEAR                   |
| (349774)            | 2009 BG10              | 21 janvier 2009       | Birtwhistle, P.          |
| (349775)            | 2009 BW14              | 16 janvier 2009       | Spacewatch               |
| (349776)            | 2009 BV15              | 16 janvier 2009       | Mt. Lemmon Survey        |
| (349777)            | 2009 BS17              | 16 janvier 2009       | Mt. Lemmon Survey        |
| (349778)            | 2009 BQ30              | 16 janvier 2009       | Spacewatch               |
| (349779)            | 2009 BK34              | 16 janvier 2009       | Spacewatch               |
| (349780)            | 2009 BZ35              | 16 janvier 2009       | Spacewatch               |
| (349781)            | 2009 BX42              | 16 janvier 2009       | Spacewatch               |
| (349782)            | 2009 BN45              | 16 janvier 2009       | Spacewatch               |
| (349783)            | 2009 BR49              | 16 janvier 2009       | Mt. Lemmon Survey        |
| (349784)            | 2009 BA54              | 16 janvier 2009       | Mt. Lemmon Survey        |
| (349785) Hsiaotejen | 2009 BP55              | 16 janvier 2009       | LUSS                     |
| (349786)            | 2009 BP60              | 17 janvier 2009       | Spacewatch               |
| (349787)            | 2009 BB62              | 18 janvier 2009       | Mt. Lemmon Survey        |
| (349788)            | 2009 BZ62              | 20 janvier 2009       | CSS                      |
| (349789)            | 2009 BA64              | 20 janvier 2009       | CSS                      |
| (349790)            | 2009 BM68              | 23 janvier 2009       | PMO NEO Survey Program   |
| (349791)            | 2009 BO69              | 25 janvier 2009       | CSS                      |
| (349792)            | 2009 BO70              | 25 janvier 2009       | CSS                      |
| (349793)            | 2009 BX73              | 16 janvier 2009       | Mt. Lemmon Survey        |
| (349794)            | 2009 BD74              | 17 janvier 2009       | Spacewatch               |
| (349795)            | 2009 BV76              | 27 janvier 2009       | PMO NEO Survey Program   |
| (349796)            | 2009 BK80              | 31 janvier 2009       | LINEAR                   |
| (349797)            | 2009 BK82              | 30 septembre 2003     | Sloan Digital Sky Survey |
| (349798)            | 2009 BQ87              | 25 janvier 2009       | Spacewatch               |
| (349799)            | 2009 BD88              | 25 janvier 2009       | Spacewatch               |
| (349800)            | 2009 BN89              | 25 janvier 2009       | Spacewatch               |

### 349801-349900
| Nom                 | Désignation provisoire | Date de la découverte | Découvreur             |
| ------------------- | ---------------------- | --------------------- | ---------------------- |
| (349801)            | 2009 BL94              | 25 janvier 2009       | Spacewatch             |
| (349802)            | 2009 BJ95              | 26 janvier 2009       | Mt. Lemmon Survey      |
| (349803)            | 2009 BL99              | 28 janvier 2009       | CSS                    |
| (349804)            | 2009 BM99              | 28 janvier 2009       | CSS                    |
| (349805)            | 2009 BR106             | 27 janvier 2009       | PMO NEO Survey Program |
| (349806)            | 2009 BE110             | 31 janvier 2009       | Mt. Lemmon Survey      |
| (349807)            | 2009 BQ110             | 31 janvier 2009       | Mt. Lemmon Survey      |
| (349808)            | 2009 BS116             | 29 janvier 2009       | CSS                    |
| (349809)            | 2009 BB122             | 31 janvier 2009       | Spacewatch             |
| (349810)            | 2009 BR131             | 27 janvier 2009       | PMO NEO Survey Program |
| (349811)            | 2009 BT131             | 18 janvier 2009       | CSS                    |
| (349812)            | 2009 BA141             | 30 janvier 2009       | Spacewatch             |
| (349813)            | 2009 BH145             | 30 janvier 2009       | Spacewatch             |
| (349814)            | 2009 BL157             | 31 janvier 2009       | Spacewatch             |
| (349815)            | 2009 BF158             | 31 janvier 2009       | Spacewatch             |
| (349816)            | 2009 BR163             | 31 janvier 2009       | Spacewatch             |
| (349817)            | 2009 BY165             | 31 janvier 2009       | Spacewatch             |
| (349818)            | 2009 BC170             | 16 janvier 2009       | Spacewatch             |
| (349819)            | 2009 BU174             | 25 janvier 2009       | Spacewatch             |
| (349820)            | 2009 BA176             | 31 janvier 2009       | Mt. Lemmon Survey      |
| (349821)            | 2009 BG180             | 20 janvier 2009       | Mt. Lemmon Survey      |
| (349822)            | 2009 BU181             | 26 janvier 2009       | CSS                    |
| (349823)            | 2009 BM184             | 17 janvier 2009       | LINEAR                 |
| (349824)            | 2009 BJ186             | 18 janvier 2009       | Spacewatch             |
| (349825)            | 2009 BO186             | 18 janvier 2009       | Spacewatch             |
| (349826)            | 2009 CU6               | 14 février 2009       | Starkenburg            |
| (349827)            | 2009 CM7               | 1er février 2009      | CSS                    |
| (349828)            | 2009 CU11              | 1er février 2009      | Spacewatch             |
| (349829)            | 2009 CY14              | 3 février 2009        | Spacewatch             |
| (349830)            | 2009 CO15              | 3 février 2009        | Mt. Lemmon Survey      |
| (349831)            | 2009 CW18              | 3 février 2009        | Mt. Lemmon Survey      |
| (349832)            | 2009 CV19              | 4 février 2009        | Mt. Lemmon Survey      |
| (349833)            | 2009 CJ22              | 1er février 2009      | Spacewatch             |
| (349834)            | 2009 CB23              | 1er février 2009      | Spacewatch             |
| (349835)            | 2009 CY25              | 1er février 2009      | Spacewatch             |
| (349836)            | 2009 CF26              | 1er février 2009      | Spacewatch             |
| (349837)            | 2009 CU33              | 2 février 2009        | Spacewatch             |
| (349838)            | 2009 CX36              | 3 février 2009        | Spacewatch             |
| (349839)            | 2009 CS37              | 4 février 2009        | Spacewatch             |
| (349840)            | 2009 CF43              | 14 février 2009       | CSS                    |
| (349841)            | 2009 CX48              | 14 février 2009       | Mt. Lemmon Survey      |
| (349842)            | 2009 CV49              | 14 février 2009       | Mt. Lemmon Survey      |
| (349843)            | 2009 CE52              | 14 février 2009       | Mt. Lemmon Survey      |
| (349844)            | 2009 CC55              | 19 novembre 2003      | LONEOS                 |
| (349845)            | 2009 CY55              | 23 novembre 2008      | Mt. Lemmon Survey      |
| (349846)            | 2009 CO59              | 5 février 2009        | CSS                    |
| (349847)            | 2009 CS61              | 4 février 2009        | Mt. Lemmon Survey      |
| (349848)            | 2009 CT62              | 1er février 2009      | Spacewatch             |
| (349849)            | 2009 CF63              | 1er février 2009      | LINEAR                 |
| (349850)            | 2009 CR65              | 2 février 2009        | Spacewatch             |
| (349851)            | 2009 DA2               | 31 janvier 2009       | Spacewatch             |
| (349852)            | 2009 DN7               | 19 février 2009       | Spacewatch             |
| (349853)            | 2009 DX15              | 16 février 2009       | OAM                    |
| (349854)            | 2009 DX18              | 20 février 2009       | Spacewatch             |
| (349855)            | 2009 DU19              | 21 février 2009       | CSS                    |
| (349856)            | 2009 DW19              | 21 février 2009       | CSS                    |
| (349857)            | 2009 DE21              | 19 février 2009       | Spacewatch             |
| (349858)            | 2009 DJ26              | 18 février 2009       | LINEAR                 |
| (349859)            | 2009 DJ35              | 20 février 2009       | Spacewatch             |
| (349860)            | 2009 DY35              | 20 février 2009       | Spacewatch             |
| (349861)            | 2009 DW41              | 19 février 2009       | OAM                    |
| (349862) Modigliani | 2009 DX43              | 21 février 2009       | Casulli, V. S.         |
| (349863)            | 2009 DS47              | 28 février 2009       | LINEAR                 |
| (349864)            | 2009 DQ50              | 19 février 2009       | Spacewatch             |
| (349865)            | 2009 DG53              | 22 février 2009       | Spacewatch             |
| (349866)            | 2009 DU56              | 22 février 2009       | Spacewatch             |
| (349867)            | 2009 DY57              | 22 février 2009       | Spacewatch             |
| (349868)            | 2009 DX59              | 22 février 2009       | Spacewatch             |
| (349869)            | 2009 DD62              | 22 février 2009       | Spacewatch             |
| (349870)            | 2009 DB63              | 22 février 2009       | Spacewatch             |
| (349871)            | 2009 DO65              | 22 février 2009       | CSS                    |
| (349872)            | 2009 DZ68              | 26 février 2009       | Mt. Lemmon Survey      |
| (349873)            | 2009 DC71              | 17 février 2009       | OAM                    |
| (349874)            | 2009 DA74              | 26 février 2009       | CSS                    |
| (349875)            | 2009 DR76              | 21 février 2009       | Mt. Lemmon Survey      |
| (349876)            | 2009 DN78              | 21 février 2009       | Spacewatch             |
| (349877)            | 2009 DC81              | 24 février 2009       | Spacewatch             |
| (349878)            | 2009 DG81              | 24 février 2009       | Spacewatch             |
| (349879)            | 2009 DK81              | 24 février 2009       | Spacewatch             |
| (349880)            | 2009 DD84              | 26 février 2009       | Spacewatch             |
| (349881)            | 2009 DS84              | 26 février 2009       | Spacewatch             |
| (349882)            | 2009 DZ84              | 20 octobre 2006       | Spacewatch             |
| (349883)            | 2009 DJ87              | 27 février 2009       | CSS                    |
| (349884)            | 2009 DM109             | 7 avril 2005          | Mt. Lemmon Survey      |
| (349885)            | 2009 DT118             | 27 février 2009       | Spacewatch             |
| (349886)            | 2009 DA125             | 26 septembre 2006     | Spacewatch             |
| (349887)            | 2009 DP125             | 19 février 2009       | Spacewatch             |
| (349888)            | 2009 DM126             | 20 février 2009       | Spacewatch             |
| (349889)            | 2009 DL129             | 27 février 2009       | Spacewatch             |
| (349890)            | 2009 DZ130             | 22 février 2009       | CSS                    |
| (349891)            | 2009 DE133             | 27 février 2009       | CSS                    |
| (349892)            | 2009 DM134             | 28 février 2009       | Spacewatch             |
| (349893)            | 2009 DP136             | 20 février 2009       | Spacewatch             |
| (349894)            | 2009 EN12              | 1er mars 2009         | Mt. Lemmon Survey      |
| (349895)            | 2009 ED30              | 2 mars 2009           | Spacewatch             |
| (349896)            | 2009 FB23              | 20 mars 2009          | Bickel, W.             |
| (349897)            | 2009 FM24              | 20 mars 2009          | OAM                    |
| (349898)            | 2009 FA28              | 22 mars 2009          | CSS                    |
| (349899)            | 2009 FE32              | 26 mars 2009          | Cerro Burek            |
| (349900)            | 2009 FM34              | 24 mars 2009          | Spacewatch             |

### 349901-350000
| Nom      | Désignation provisoire | Date de la découverte | Découvreur                        |
| -------- | ---------------------- | --------------------- | --------------------------------- |
| (349901) | 2009 FX35              | 24 mars 2009          | Spacewatch                        |
| (349902) | 2009 FU38              | 17 mars 2009          | Spacewatch                        |
| (349903) | 2009 FS43              | 30 mars 2009          | LINEAR                            |
| (349904) | 2009 FZ43              | 29 mars 2009          | Bickel, W.                        |
| (349905) | 2009 FP47              | 28 mars 2009          | Mt. Lemmon Survey                 |
| (349906) | 2009 FD48              | 25 mars 2009          | Teamo, N.                         |
| (349907) | 2009 FV68              | 31 mars 2009          | Mt. Lemmon Survey                 |
| (349908) | 2009 FN74              | 17 mars 2009          | LINEAR                            |
| (349909) | 2009 HD8               | 17 avril 2009         | Spacewatch                        |
| (349910) | 2009 HQ9               | 17 avril 2009         | Mt. Lemmon Survey                 |
| (349911) | 2009 HT79              | 27 avril 2009         | Mt. Lemmon Survey                 |
| (349912) | 2009 HN90              | 20 avril 2009         | Mt. Lemmon Survey                 |
| (349913) | 2009 KX8               | 24 mai 2009           | CSS                               |
| (349914) | 2009 KX13              | 26 mai 2009           | Mt. Lemmon Survey                 |
| (349915) | 2009 QA30              | 20 août 2009          | CSS                               |
| (349916) | 2009 QE59              | 28 août 2009          | Spacewatch                        |
| (349917) | 2009 RB14              | 12 septembre 2009     | Spacewatch                        |
| (349918) | 2009 SU154             | 16 août 2009          | Spacewatch                        |
| (349919) | 2009 SZ166             | 22 septembre 2009     | Spacewatch                        |
| (349920) | 2009 SC211             | 23 septembre 2009     | Spacewatch                        |
| (349921) | 2009 SB280             | 25 septembre 2009     | Spacewatch                        |
| (349922) | 2009 TW42              | 1er octobre 2009      | Astronomical Research Observatory |
| (349923) | 2009 UF8               | 25 septembre 2009     | Spacewatch                        |
| (349924) | 2009 UW91              | 9 mars 2008           | Siding Spring Survey              |
| (349925) | 2009 WC26              | 22 novembre 2009      | CSS                               |
| (349926) | 2009 WV41              | 17 novembre 2009      | Spacewatch                        |
| (349927) | 2009 WB50              | 19 novembre 2009      | Spacewatch                        |
| (349928) | 2009 WD106             | 25 novembre 2009      | LINEAR                            |
| (349929) | 2009 WT202             | 8 novembre 2009       | Spacewatch                        |
| (349930) | 2009 XH17              | 6 février 2007        | Mt. Lemmon Survey                 |
| (349931) | 2009 XE18              | 15 décembre 2009      | Mt. Lemmon Survey                 |
| (349932) | 2009 XO18              | 15 décembre 2009      | Mt. Lemmon Survey                 |
| (349933) | 2009 YF7               | 19 décembre 2009      | Rabinowitz, D. L.                 |
| (349934) | 2010 AX5               | 5 janvier 2010        | Spacewatch                        |
| (349935) | 2010 AD9               | 6 janvier 2010        | Spacewatch                        |
| (349936) | 2010 AC12              | 6 janvier 2010        | Spacewatch                        |
| (349937) | 2010 AN15              | 21 mai 2004           | Spacewatch                        |
| (349938) | 2010 AP29              | 8 janvier 2010        | Mt. Lemmon Survey                 |
| (349939) | 2010 AH50              | 8 janvier 2010        | Spacewatch                        |
| (349940) | 2010 AK53              | 8 janvier 2010        | Spacewatch                        |
| (349941) | 2010 CY2               | 5 février 2010        | Spacewatch                        |
| (349942) | 2010 CR22              | 9 février 2010        | Spacewatch                        |
| (349943) | 2010 CO29              | 9 février 2010        | Spacewatch                        |
| (349944) | 2010 CH32              | 9 février 2010        | Spacewatch                        |
| (349945) | 2010 CD52              | 14 février 2010       | WISE                              |
| (349946) | 2010 CE62              | 9 février 2010        | Spacewatch                        |
| (349947) | 2010 CP63              | 9 février 2010        | Spacewatch                        |
| (349948) | 2010 CC69              | 10 février 2010       | Spacewatch                        |
| (349949) | 2010 CN69              | 23 avril 2007         | Mt. Lemmon Survey                 |
| (349950) | 2010 CL85              | 2 mars 1995           | Spacewatch                        |
| (349951) | 2010 CR107             | 14 février 2010       | Spacewatch                        |
| (349952) | 2010 CY107             | 14 février 2010       | Spacewatch                        |
| (349953) | 2010 CK119             | 15 février 2010       | Spacewatch                        |
| (349954) | 2010 CR123             | 6 octobre 2000        | LONEOS                            |
| (349955) | 2010 CO127             | 15 février 2010       | Spacewatch                        |
| (349956) | 2010 CS146             | 13 février 2010       | Spacewatch                        |
| (349957) | 2010 CM166             | 13 février 2010       | Spacewatch                        |
| (349958) | 2010 CK182             | 14 février 2010       | Pan-STARRS1                       |
| (349959) | 2010 CC222             | 8 février 2010        | WISE                              |
| (349960) | 2010 DK20              | 24 septembre 2008     | Mt. Lemmon Survey                 |
| (349961) | 2010 DO30              | 19 février 2010       | WISE                              |
| (349962) | 2010 DP31              | 3 juillet 2005        | NEAT                              |
| (349963) | 2010 DV31              | 17 février 2010       | WISE                              |
| (349964) | 2010 DO46              | 5 janvier 2006        | Spacewatch                        |
| (349965) | 2010 DP65              | 26 février 2010       | WISE                              |
| (349966) | 2010 ER7               | 3 mars 2010           | WISE                              |
| (349967) | 2010 ET7               | 3 mars 2010           | WISE                              |
| (349968) | 2010 ES21              | 4 mars 2010           | Spacewatch                        |
| (349969) | 2010 EG29              | 4 mars 2010           | Spacewatch                        |
| (349970) | 2010 EA35              | 10 mars 2010          | PMO NEO Survey Program            |
| (349971) | 2010 EE40              | 14 février 2010       | Mt. Lemmon Survey                 |
| (349972) | 2010 EW66              | 2 mars 2006           | Spacewatch                        |
| (349973) | 2010 EE67              | 12 mars 2010          | CSS                               |
| (349974) | 2010 ES77              | 10 mars 2003          | LONEOS                            |
| (349975) | 2010 EX85              | 11 novembre 2001      | Sloan Digital Sky Survey          |
| (349976) | 2010 EC86              | 13 mars 2010          | Spacewatch                        |
| (349977) | 2010 EG90              | 26 janvier 2006       | Spacewatch                        |
| (349978) | 2010 EP103             | 15 mars 2010          | Mt. Lemmon Survey                 |
| (349979) | 2010 EO108             | 13 mars 2010          | Mt. Lemmon Survey                 |
| (349980) | 2010 EH110             | 12 mars 2010          | Spacewatch                        |
| (349981) | 2010 EQ113             | 5 mars 2010           | CSS                               |
| (349982) | 2010 ED121             | 28 octobre 2008       | Mt. Lemmon Survey                 |
| (349983) | 2010 EL123             | 15 mars 2010          | Spacewatch                        |
| (349984) | 2010 EG124             | 4 avril 2003          | Spacewatch                        |
| (349985) | 2010 ER127             | 7 mars 2003           | LONEOS                            |
| (349986) | 2010 ES131             | 15 mars 2010          | Spacewatch                        |
| (349987) | 2010 EK134             | 25 septembre 2008     | Spacewatch                        |
| (349988) | 2010 EW140             | 17 septembre 2003     | Spacewatch                        |
| (349989) | 2010 EO171             | 5 décembre 2008       | Spacewatch                        |
| (349990) | 2010 EY171             | 26 septembre 2003     | Sloan Digital Sky Survey          |
| (349991) | 2010 FM20              | 21 juin 2007          | Mt. Lemmon Survey                 |
| (349992) | 2010 FD29              | 16 février 2010       | Spacewatch                        |
| (349993) | 2010 FE85              | 19 mars 2010          | Mt. Lemmon Survey                 |
| (349994) | 2010 FS88              | 18 mars 2010          | Spacewatch                        |
| (349995) | 2010 FE92              | 20 mars 2010          | CSS                               |
| (349996) | 2010 FU92              | 14 janvier 2010       | WISE                              |
| (349997) | 2010 FY98              | 9 octobre 2007        | Spacewatch                        |
| (349998) | 2010 GP27              | 5 avril 2010          | Spacewatch                        |
| (349999) | 2010 GC28              | 6 avril 2010          | Spacewatch                        |
| (350000) | 2010 GM28              | 6 avril 2010          | Spacewatch                        |

## Sources
- (en) Base de données du Centre des planètes mineures